# کال (فرمان)
cal یک ابزار خط فرمان است که بر روی تعداد زیادی از سیستم‌عامل‌های رایانه‌ای از جمله یونیکس، Plan 9، Inferno و سیستم‌عامل‌های شبه یونیکس مانند لینوکس وجود دارد. این ابزار یک تقویم ASCII از ماه یا سال مشخص شده را چاپ می‌کند. اگر کاربر هیچ گزینه‌ای برای خط فرمان مشخص نکند، cal یک تقویم از ماه جاری را چاپ خواهد کرد. این فرمان یک برنامه استاندارد در یونیکس است و در مشخصات تک یونیکس ذکر شده است.

## پیاده سازی ها
فرمان cal در نسخه اول یونیکس وجود داشت. یک فرمان cal نیز بخشی از ابزارهای MSX-DOS2 ASCII برای نسخه ۲ MSX-DOS است. همچنین برای FreeDOS نیز موجود است. این پیاده‌سازی فقط از تقویم گریگوری (سبک جدید) پشتیبانی می‌کند و ممکن است آزادانه توزیع شود، با یا بدون منبع. نسخه FreeDOS توسط چارلز دای توسعه داده شده است.

## بررسی دستور
$cal
```
    February 2024                   
 Su Mo Tu We Th Fr Sa
              1  2  3
  4  5  6  7  8  9 10
 11 12 13 14 15 16 17
 18 19 20 21 22 23 24
 25 26 27 28 29
```

```
$
 cal 6 2023
      June 2023        
Su Mo Tu We Th Fr Sa  
             1  2  3  
 4  5  6  7  8  9 10  
11 12 13 14 15 16 17  
18 19 20 21 22 23 24  
25 26 27 28 29 30
```

```
$
 cal 2023
                            2023
      January               February               March          
Su Mo Tu We Th Fr Sa  Su Mo Tu We Th Fr Sa  Su Mo Tu We Th Fr Sa  
 1  2  3  4  5  6  7            1  2  3  4            1  2  3  4  
 8  9 10 11 12 13 14   5  6  7  8  9 10 11   5  6  7  8  9 10 11  
15 16 17 18 19 20 21  12 13 14 15 16 17 18  12 13 14 15 16 17 18  
22 23 24 25 26 27 28  19 20 21 22 23 24 25  19 20 21 22 23 24 25  
29 30 31              26 27 28              26 27 28 29 30 31     
                                                                  
       April                  May                   June          
Su Mo Tu We Th Fr Sa  Su Mo Tu We Th Fr Sa  Su Mo Tu We Th Fr Sa  
                   1      1  2  3  4  5  6               1  2  3  
 2  3  4  5  6  7  8   7  8  9 10 11 12 13   4  5  6  7  8  9 10  
 9 10 11 12 13 14 15  14 15 16 17 18 19 20  11 12 13 14 15 16 17  
16 17 18 19 20 21 22  21 22 23 24 25 26 27  18 19 20 21 22 23 24  
23 24 25 26 27 28 29  28 29 30 31           25 26 27 28 29 30     
30                                                                
        July                 August              September        
Su Mo Tu We Th Fr Sa  Su Mo Tu We Th Fr Sa  Su Mo Tu We Th Fr Sa  
                   1         1  2  3  4  5                  1  2  
 2  3  4  5  6  7  8   6  7  8  9 10 11 12   3  4  5  6  7  8  9  
 9 10 11 12 13 14 15  13 14 15 16 17 18 19  10 11 12 13 14 15 16  
16 17 18 19 20 21 22  20 21 22 23 24 25 26  17 18 19 20 21 22 23  
23 24 25 26 27 28 29  27 28 29 30 31        24 25 26 27 28 29 30  
30 31                                                             
      October               November              December        
Su Mo Tu We Th Fr Sa  Su Mo Tu We Th Fr Sa  Su Mo Tu We Th Fr Sa  
 1  2  3  4  5  6  7            1  2  3  4                  1  2  
 8  9 10 11 12 13 14   5  6  7  8  9 10 11   3  4  5  6  7  8  9  
15 16 17 18 19 20 21  12 13 14 15 16 17 18  10 11 12 13 14 15 16  
22 23 24 25 26 27 28  19 20 21 22 23 24 25  17 18 19 20 21 22 23  
29 30 31              26 27 28 29 30        24 25 26 27 28 29 30
                                            31   
```

## نکات خاص (1752)

### اطلاعات بیشتر:قانون تقویم (سبک جدید) 1750
```
$
 cal 9 1752
  September 1752
 S  M Tu  W Th  F  S
       1  2 14 15 16
17 18 19 20 21 22 23
24 25 26 27 28 29 30
```

اصلاحات تقویم گریگوری در سپتامبر 1752 توسط پادشاهی بریتانیا، شامل مستعمراتش در آمریکای شمالی (که بعدها به شرق ایالات متحده آمریکا و کانادا تبدیل شدند)، پذیرفته شد. به همین دلیل، تقویم سپتامبر 1752 روزهای تنظیم شده‌ی حذف شده را نشان می‌دهد. این ماه به طور رسمی (در بریتانیا) تقویم گریگوری جایگزین تقویم ژولیوسی شد. این موضوع در صفحات راهنمای Sun Solaris به این صورت مستند شده است: "یک تقویم غیرمعمول برای سپتامبر 1752 چاپ می‌شود. این ماه زمانی است که 11 روز برای جبران نبود تنظیم سال کبیسه حذف شدند." در دفترچه راهنمای Plan 9 from Bell Labs آمده است: "دستور cal sep 1752 را امتحان کنید." تاریخ پذیرش اصلاحات بین کشورها بسیار متفاوت است و بنابراین برای برخی کاربران، این ویژگی ممکن است یک باگ به نظر برسد. دست‌کاری ویژه سپتامبر 1752 به عنوان اولین نسخه از راهنمای برنامه‌نویسان یونیکس در سال 1971 شناخته شده است. 